# Anders Mølgaard Jensen
Anders Mølgaard Jensen (9. august 1958 i Vindelev Sogn–3. februar 2001 i Vejle) var en dansk politiker og medlem af Folketinget for Venstre i Juelsmindekredsen (Vejle Amtskreds) fra 1990 til 2001.
Jensen var student fra Rødkilde Gymnasium i 1978 og blev uddannet lærer fra Jelling Statsseminarium i 1984. Han arbejdede derefter som lærer bl.a. i Hedensted Kommune.
Han blev året forinden næstformand for Venstres Ungdom. I 1986 blev han opstillet til Folketinget, først i Vejlekredsen, og fra 1988 i Juelsmindekredsen. I 1990 blev han valgt, og blev bl.a. sit partis uddannelsesordfører. I Folketinget var han tingssekretær og internt medlem af Venstres gruppebestyrelse og formand for partiorganisationens aktivitetsudvalg. En af hans mærkesager var bevarelsen af de små landsbysamfund; han var således aktiv i Landsforeningen Landsbyerne i Danmark og var også medlem af Miljøministeriets rådgivende udvalg vedrørende nærbutikker samt dets landsbykontaktudvalg.